# Seleção Neerlandesa de Futebol
A Seleção Neerlandesa de Futebol (em neerlandês: Nederlands voetbalelftal), representa os Países Baixos nas competições de futebol da UEFA e FIFA. A equipe é coloquialmente conhecida como Het Nederlands Elftal  (Os onze holandeses) ou Oranje, em homenagem à Casa de Orange-Nassau e suas distintas camisas laranja. Informalmente a seleção, assim como o próprio país, era chamada de Holanda. O fã-clube é conhecido como Het Oranje Legioen (A Legião Laranja).
Uma das maiores seleções do futebol mundial, fortemente marcada pelo chamado "Carrossel holandês" comandado por Johan Cruyff na Copa do Mundo de 1974. A "Laranja Mecânica" já foi finalista em três oportunidades: 1974, 1978 e 2010, porém acabou desperdiçando as chances de ser campeã e acabou sendo vice em todas essas oportunidades – 2 a 1 para a Alemanha Ocidental em 1974, 3 a 1 para a Argentina em 1978 e 1 a 0 para Espanha em 2010.
Tem como grande conquista de sua história a Eurocopa de 1988, quando venceu a União Soviética por 2 a 0, com gols de Ruud Gullit e Marco van Basten.
Os Países Baixos têm rivalidades de longa data, no futebol, com os vizinhos, Bélgica e Alemanha.

## História

### Início (1905-1934)

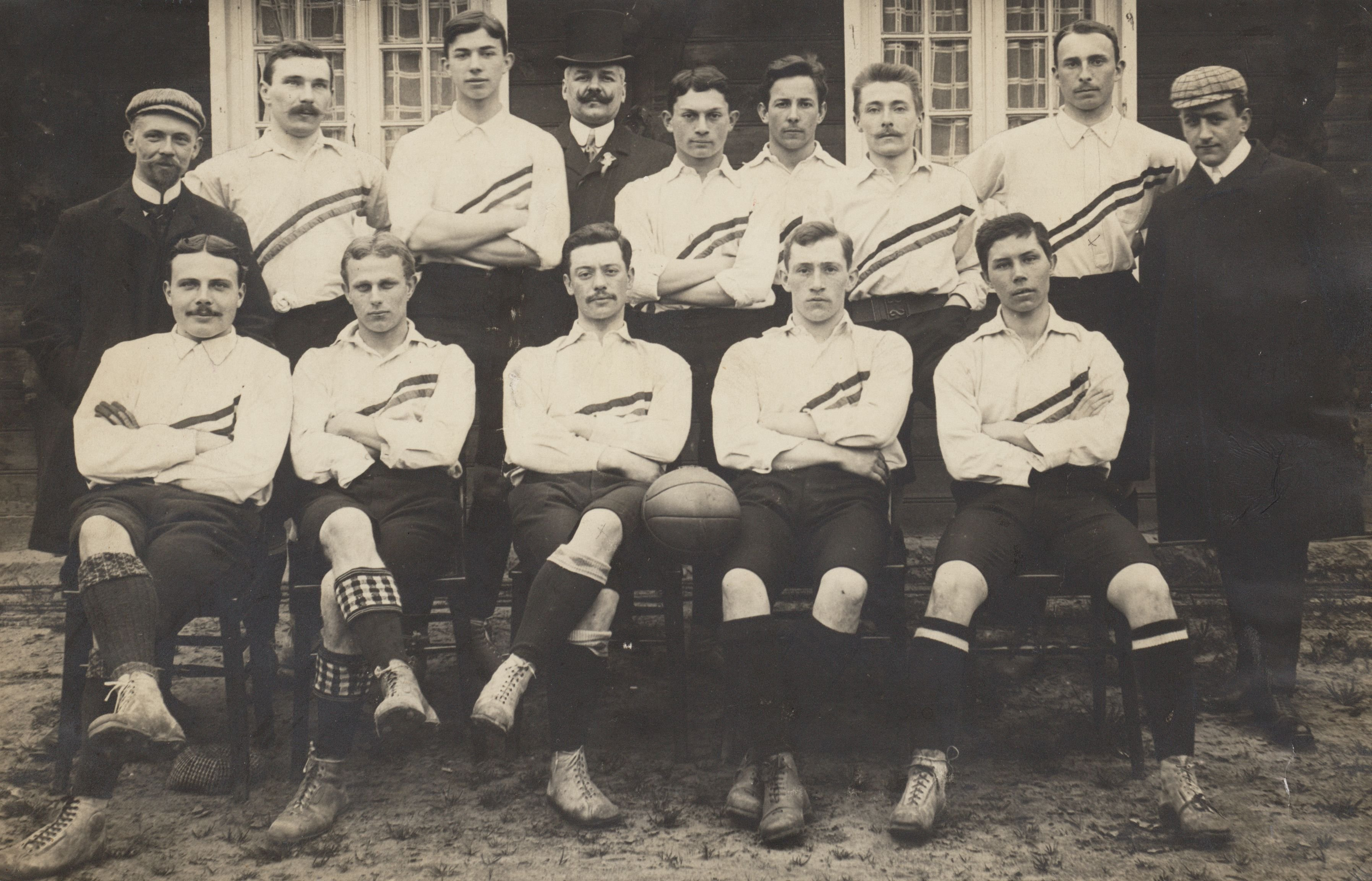
Imagem da equipe neerlandesa para sua primeira partida internacional, em 1905.

Os Países Baixos jogaram sua primeira partida internacional, em Antuérpia, contra a Bélgica, em 30 de abril de 1905. Em 1908, se filiou à FIFA. Conhecida por seus torcedores como Oranje, em função de seu uniforme laranja, devido às cores da monarquia do país, que é a Casa de Orange-Nassau.
Em 1908, os Países Baixos competiram em sua primeira aparição em um torneio oficial nos Jogos Olímpicos de Verão em Londres. Eles receberam a medalha de bronze, depois de perder para a Grã-Bretanha, nas semifinais, antes de derrotar a Suécia na partida pela medalha de bronze por 2-0. Nos Jogos Olímpicos de 1912 e 1920, os Países Baixos terminaram com a medalha de bronze ao perder para a Dinamarca e a Bélgica no respectivo torneio.[carece de fontes?]

### Primeiras Copas do Mundo e fracos desempenhos (1934-1969)
A equipe fez sua primeira aparição em uma Copa do Mundo da FIFA em 1934, onde enfrentou a Suíça. Kick Smit foi o primeiro artilheiro da Holanda em uma Copa do Mundo. A equipe foi eliminada na rodada de abertura pela Suíça por 3–2. Uma segunda aparição na Copa do Mundo de 1938, repetiu o mau desempenho da anterior. Desta vez, fora eliminada pela Tchecoslováquia (atual República Tcheca e Eslováquia após divisão), ao perder por 3 a 0. Sua classificação, desta vez, foi o 15º lugar (a frente apenas da Indonésia, sua antiga colônia, que perdeu de 6 a 0 para a Hungria).
Após a Segunda Guerra Mundial, os Países Baixos se classificaram para apenas dois torneios internacionais antes da década de 1970: os Jogos Olímpicos de Verão de 1948 na Grã-Bretanha e os Jogos Olímpicos de Verão de 1952 na Finlândia. Eles sofreram eliminação precoce, perdendo para os anfitriões em 1948 e para o Brasil em 1952.[carece de fontes?]

### Futebol total na e primeira geração de ouro (1970-1980)
Durante a década de 1970, o futebol total (neerlandês:Totaalvoetbal) foi inventado, iniciado pelo  Ajax e liderado pelo craque Johan Cruyff e pelo técnico da seleção nacional, Rinus Michels. Os Países Baixos fizeram progressos significativos, classificando-se para duas finais de Copa do Mundo na década. Carlos Alberto, capitão da seleção brasileira que venceu a Copa do Mundo FIFA de 1970  disse: "O único time que vi que fez as coisas de maneira diferente, foi a 'Holanda', na Copa do Mundo de 1974, na Alemanha Ocidental. Desde então, tudo parece mais ou menos o mesmo para eu... Seu estilo de jogo 'carrossel' foi incrível de assistir e maravilhoso para o jogo."

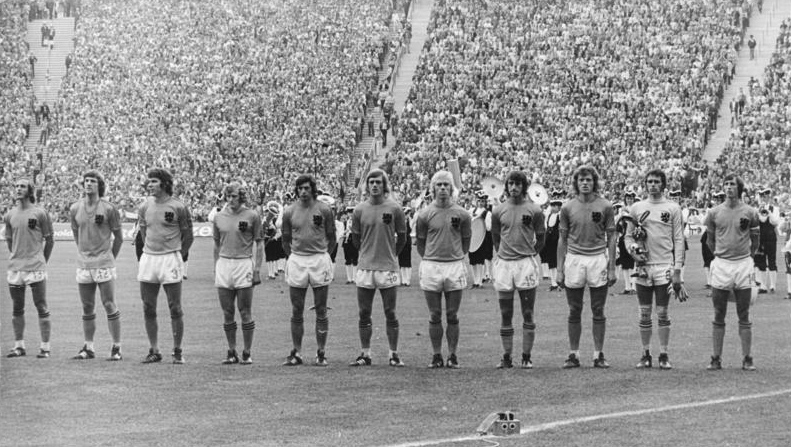
A famosa equipe neerlandesa da Copa do Mundo de 1974, liderada por Johan Cruyff, que revolucionou o futebol da época.

Em 1974, os Países Baixos venceram o Brasil e Argentina na segunda fase de grupos, chegando à final pela primeira vez em sua história. No entanto, eles perderam para a Alemanha Ocidental, na final, em Munique, apesar de terem vencido por 1 a 0 até o primeiro tempo, Johan Neeskens marca de pênalti antes mesmo de um alemão tocar na bola. No entanto, um pênalti convertido por Paul Breitner e o gol da vitória de Gerd Müller, levaram à vitória do alemão.
Apesar de não ter sido a grande campeã, encantou o mundo com uma maneira dinâmica de jogar futebol, onde os jogadores não guardavam posições e faziam a bola passar de pé em pé até chegar ao gol adversário. Esta tática, considerada revolucionária, foi denominada de "carrossel" e acabou apelidando carinhosamente aquela seleção de Laranja Mecânica, em homenagem ao clássico filme de Stanley Kubrick e sucesso cinematográfico da época.
O Campeonato Europeu de 1976 viu os Países Baixos fazerem seu primeiro Campeonato Europeu. A Tchecoslováquia manteve Cruyff e Van Hanegem à distância e derrotou os Países Baixos na prorrogação. Os Países Baixos terminaram em terceiro lugar depois de derrotar os anfitriões (Iugoslávia) na prorrogação.
Em 1978, os Países Baixos se classificaram para a Copa do Mundo, na Argentina. A equipe estava sentindo falta de Johan Cruyff devido a uma tentativa de sequestro, e Willem van Hanegem. Mas o elenco ainda contava com jogadores como Jan Jongbloed, Wim Suurbier e Ruud Krol da Copa do Mundo anterior. Depois de terminar como vice-campeão no Grupo 4, atrás do Peru, eles registraram vitórias contra a Áustria e a Itália para marcar uma final com a Argentina. Depois de um início polêmico, com a Argentina questionando o gesso no pulso de René van de Kerkhof, a partida foi para a prorrogação, onde os Países Baixos perderam por 3–1 após dois gols na prorrogação gols de Mario Kempes e Daniel Bertoni.
A Eurocopa de 1980 foi o último torneio para o qual a seleção Futebol Total se classificou. Apesar do formato do torneio ter sido expandido naquele ano, eles não passaram da fase de grupos, pois terminaram atrás da Tchecoslováquia no saldo de gols. 

### Declinio (1981-1990)

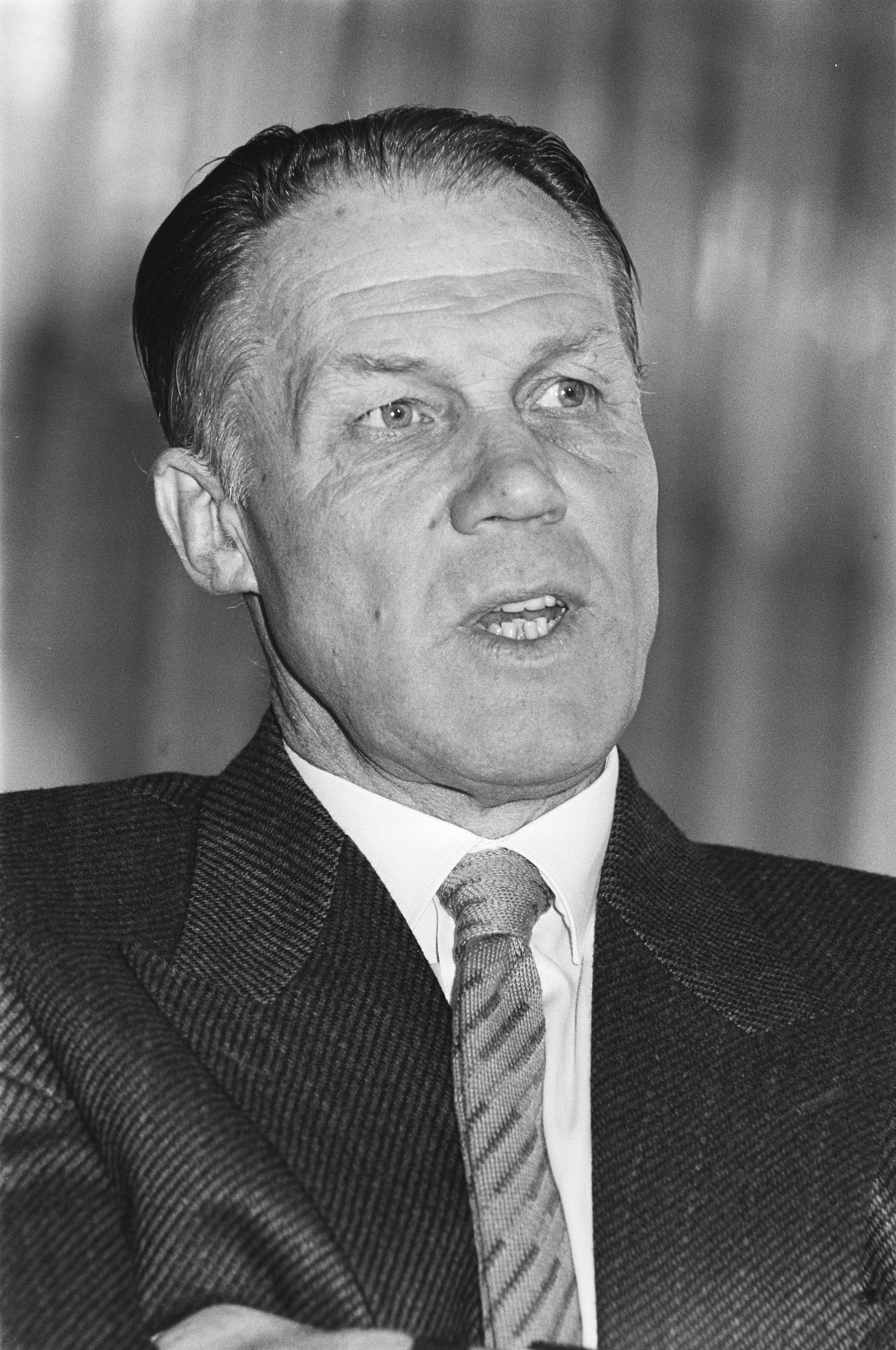
Rinus Michels.

Veteranos como Krol e Rensenbrink se aposentaram logo depois e os Países Baixos atingiram o ponto baixo de sua história: perdeu a Copa do Mundo de 1982 na Espanha, a Euro 1984 na França e a Copa do Mundo de 1986 no México; eles perderam o torneio francês em virtude dos gols marcados quando a Espanha marcou doze na final contra Malta. Durante a fase de qualificação para a Copa do Mundo de 1986, os Países Baixos terminaram em segundo lugar e avançou para os playoffs contra a vizinha Bélgica. Depois de perder a primeira mão por 1–0 em Bruxelas, eles mantiveram uma vantagem de 2–0 em Rotterdam com alguns minutos restantes. O cabeceamento de Georges Grün aos 84 minutos resultou na eliminação da Holanda, com a Bélgica avançando para a Copa do Mundo com gols fora de casa.
Rinus Michels voltou, com seu assistente técnico Nol de Ruiter, para treinar a seleção para a Euro 1988 na Alemanha Ocidental. Depois de perder a primeira partida do grupo contra a União Soviética por 1–0, os Países Baixos se classificaram para as semifinais ao derrotar a Inglaterra por 3–1 (com um hat-trick  de Marco van Basten), e a República da Irlanda por 1–0. Van Basten marcou contra os donos da casa aos 89 minutos para afundar o time alemão, vingança pela Copa do Mundo de 1974. Os Países Baixos venceram a final com uma vitória sobre a URSS com uma cabeçada de Ruud Gullit e um voleio de Van Basten. Esta foi a primeira vitória da seleção nacional em um grande torneio.
A grande equipe decepcionaria no retorno às Copas, no Mundial de 1990, despedindo-se nas oitavas-de-final e sem ter apresentado futebol empolgante. Uma nova safra faria bonito nos dois mundiais seguintes, com Dennis Bergkamp e outros gêmeos, Frank e Ronald de Boer.

### Renovação (1990-1995)
A equipe chegou às semifinais da Eurocopa de 1992, na Suécia, conhecida pelo surgimento de Dennis Bergkamp. Eles foram eliminados pela eventual campeã Dinamarca, quando Peter Schmeichel defendeu o chute de Van Basten na disputa de pênaltis. Este foi o último grande torneio de Van Basten, pois ele sofreu uma grave lesão no tornozelo logo depois e acabou se aposentando aos 30 anos em 1995. Foi a última competição de Rinus Michels no comando da equipe. 
Dick Advocaat assumiu o lugar de Michels no entendimento de que ele seria substituído por Johan Cruyff no ano seguinte. Mas depois que as negociações entre Cruyff e o KNVB foram interrompidas, Advocaat permaneceu no comando da seleção nacional para a Copa do Mundo. Na Copa do Mundo de 1994 nos Estados Unidos, Van Basten e o atacante Ruud Gullit se machucaram; Dennis Bergkamp liderou o time com três gols e a Holanda avançou para as quartas de final, onde perdeu por 3–2 para o eventual campeão Brasil.

### Segunda era de ouro (1996-2014)

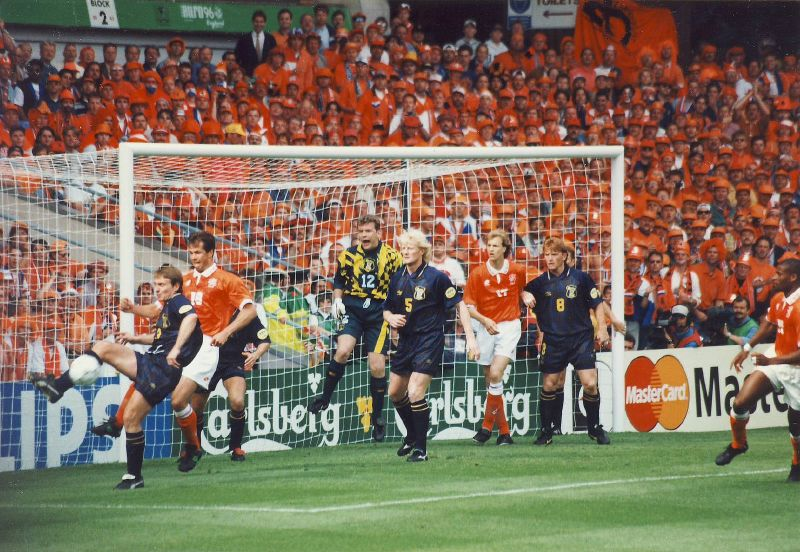
Partida contra a Escócia, na Euro 1996.

Depois de terminar em segundo lugar no grupo da Euro 1996, eles enfrentaram a França nas quartas de final. Com o placar zerado, a partida foi para os pênaltis. O chute de Clarence Seedorf na quarta rodada foi interrompido pelo goleiro francês Bernard Lama, mas o gol de Laurent Blanc eliminou a Holanda. Na Copa do Mundo de 1998. Com a seleção holandesa contando com Dennis Bergkamp, Marc Overmars, Phillip Cocu, Edgar Davids, Frank de Boer, Ronald de Boer e Patrick Kluivert, chegaram às semifinais onde perderam novamente nos pênaltis, desta vez para o Brasil, o gerente Guus Hiddink renunciou para ser substituído por Frank Rijkaard. A Holanda co-organizou o Euro 2000 com a Bélgica e venceu todos os três jogos na fase de grupos e depois derrotou a Iugoslávia por 6–1 nas quartas de final. Nas semifinais, o goleiro italiano Francesco Toldo fez duas defesas nos pênaltis para eliminar a Holanda. A equipe não conseguiu se classificar para a Copa do Mundo de 2002, após derrotas cruciais para Portugal e República da Irlanda, levando o técnico Louis van Gaal a se demitir.
A seleção nacional terminou em segundo lugar em seu  grupo de qualificação para o Euro 2004. Tendo que jogar nos playoffs depois de perder para a República Tcheca, eles eliminaram a Escócia com uma vitória por 6-0 na segunda mão para se qualificar para o torneio de 2004. O torneio viu a Holanda chegar às semifinais, onde perdeu para os anfitriões em Portugal.

A Holanda se classificou para a Copa do Mundo de 2006 sob o comando do novo técnico Marco van Basten. Eles foram eliminados nas oitavas depois de perder por 1-0 para Portugal. Foi apelidada de "Batalha de Nuremberg" pela imprensa. Apesar das críticas em torno de sua política de seleção e da falta de futebol de ataque de seu time, Van Basten recebeu uma oferta de dois anos de extensão de seu contrato pelo KNVB. Isso permitiu que ele atuasse como técnico nacional durante a Euro 2008 e a Copa do Mundo de 2010. A Holanda se classificou para a Euro 2008, onde foi sorteada no "Grupo da Morte ", junto com França, Itália e Romênia. Eles começaram com uma vitória por 3 a 0 sobre a campeã mundial Itália em Berna, sua primeira vitória sobre os italianos desde 1978. Eles então venceram a França por 4 a 1 para se classificar para a segunda fase e continuaram vencendo o grupo em nove pontos depois de vencer a Romênia por 2 a 0 No entanto, eles perderam nas quartas-de-final para a Rússia,  3–1, com Ruud van Nistelrooy marcando um empate aos 86 minutos para forçar a prorrogação, onde os russos marcaram duas vezes. Após o torneio, Van Basten renunciou ao assumir o cargo no Ajax. 

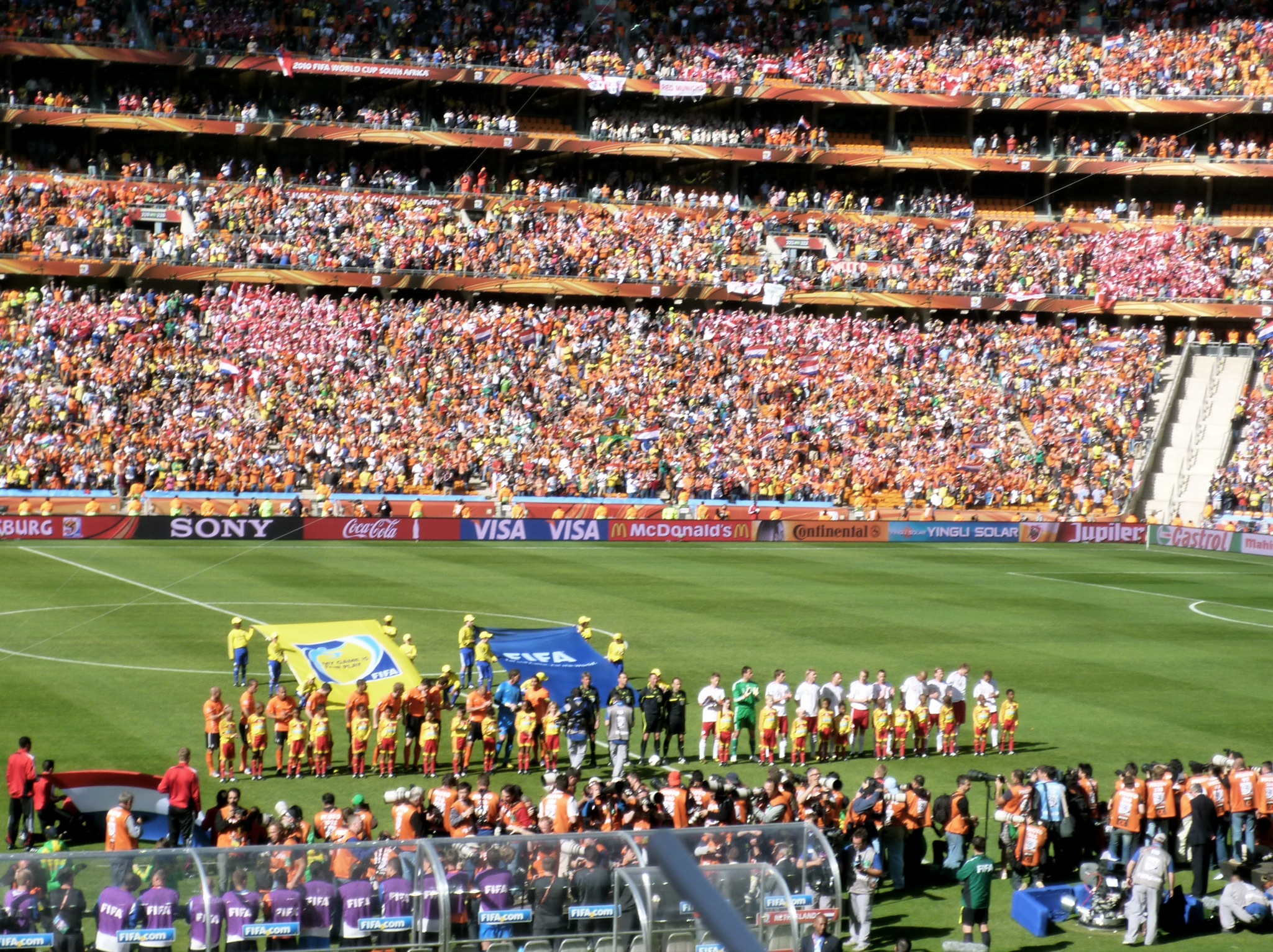
Jogo entre os Países Baixos e a Dinamarca, na Copa do Mundo de 2010.

Sob o comando do novo técnico Bert van Marwijk, a Holanda garantiu um recorde de 100% em sua campanha de qualificação para a Copa do Mundo de 2010, vencendo todos os seus oito jogos para se classificar para a Copa do Mundo. Depois de se classificar confortavelmente com o máximo de pontos no Grupo E e na Eslováquia nas oitavas de final, enfrentou o Brasil nas quartas-de-final. Depois de perder por 1–0 no intervalo, Wesley Sneijder marcou dois gols no segundo tempo para levar o time às semifinais, onde derrotou o Uruguai por 3–2. Eles avançaram para sua primeira final de Copa do Mundo desde 1978, mas caíram para a Espanha por 1 a 0 depois que o meio-campista Andrés Iniesta marcou na prorrogação.
Para a Euro 2012, a Holanda foi colocada no Grupo B com Alemanha, Portugal e Dinamarca, torneio apelidado de "Grupo da Morte". A Holanda perdeu todas as três partidas da fase de grupos em um torneio pela primeira vez em sua história. A lenda do futebol holandês Johan Cruyff criticou os craques do time por jogo mal construído e execução desleixada dos passes fáceis.
Louis van Gaal tornou-se o gerente pela segunda vez. Na fase de qualificação para a Copa do Mundo da UEFA de 2014, a Holanda venceu nove partidas e empatou uma, liderando o grupo e conquistando a classificação automática. Eles foram sorteados para o Grupo B, ao lado de Espanha, Chile e Austrália. A equipe vingou sua derrota em 2010 derrotando a campeã Espanha por 5–1 em sua partida de abertura, com Robin van Persie marcando uma cabeçada impressionante para empatar aos 44 minutos. Van Persie marcou outro, Arjen Robben marcou dois e Stefan de Vrij marcou um.
Nas oitavas, Holanda derrotou o México por 2 a 1 nas oitavas de final. Nas quartas de final, onde enfrentou a Costa Rica, a Holanda teve muitos chutes a gol mas não conseguiu marcar; a partida terminou com um empate em 0-0 após a prorrogação. A Holanda venceu a disputa de pênaltis que se seguiu por 4–3. Isso se deveu em grande parte ao goleiro reserva Tim Krul, que entrou pouco antes do final da prorrogação e fez duas defesas. Isso marcou a primeira vez na história da Copa do Mundo que um goleiro foi colocado em campo apenas para participar de uma disputa de pênaltis.
As semifinais contra a Argentinao jogo permaneceu sem gols após a prorrogação. Porém, nas cobranças de pênaltis, a Holanda foi eliminada por 4–2, com Ron Vlaar e Wesley Sneijder tendo suas cobranças de pênalti defendidas por Sergio Romero. A Holanda venceu a partida pelo terceiro lugar contra o anfitrião Brasil. Van Gaal, que motivou com sucesso a equipe após a eliminação nas semifinais, recebeu elogios por tirar mais proveito da jovem e inexperiente seleção holandesa do que muitos esperavam.

### Instabilidade e renovação (2015–presente)
Guus Hiddink se tornou o novo treinador, porem, em 29 de junho de 2015, Hiddink se demitiu e foi sucedido pelo assistente Danny Blind. A Holanda terminou em quarto lugar em seu grupo, não conseguindo se classificar para o Campeonato Europeu pela primeira vez desde 1984 e a má forma da equipe continuou nas eliminatórias para a Copa do Mundo de 2018, resultando na demissão de Blind após uma derrota por 2 a 0 para a Bulgária em março de 2017. Após o retorno de Dick Advocaat como técnico, a Holanda não conseguiu se classificar para a Copa do Mundo de 2018.
Em fevereiro de 2018, Advocaat foi substituído por Ronald Koeman, contrato até o verão de 2022. A Holanda venceu a Inglaterra nas semifinais da Liga das Nações, mas perdeu por 1–0 na final contra Portugal. A Holanda se classificou para a Euro 2020, após a qualificação, Ronald Koeman renunciou ao time para ser o técnico do Barcelona, sendo sucedido por Frank de Boer.  
Sem Ronald Koeman no comando, a Holanda lutou na nova temporada da Liga das Nações, onde se juntou a Polônia, Bósnia e Herzegovina e Itália. Apesar de uma boa exibição na última partida da fase de grupos contra a Itália, a partida em Bérgamo resultou em mais um empate. A Holanda chegou a um ponto de classificação, mas acabou não conseguindo adquirir a passagem para as finais da Liga das Nações da UEFA de 2021.
Com o coronavírus adiando a Euro 2020  para 2021, a Holanda jogou suas partidas do grupo em casa na Johan Cruijff Arena em Amsterdã, derrotando a  Ucrânia por 3–2, a Áustria por 2–0 e a Macedônia do Norte por 3–0. No entanto, o torneio terminou em decepção para a Holanda mais uma vez, já que foram derrotados por 2 a 0 pela República Tcheca no empate das oitavas de final em Budapeste. Dois dias depois, De Boer deixou o cargo. Ele foi substituído por Louis van Gaal, que saiu da aposentadoria para retornar para uma terceira passagem na seleção. Em 16 de novembro de 2021, a Holanda se classificou para a Copa do Mundo de 2022 depois de vencer a Noruega por 2 a 0 e liderar seu grupo de qualificação no último dia.  

## Títulos

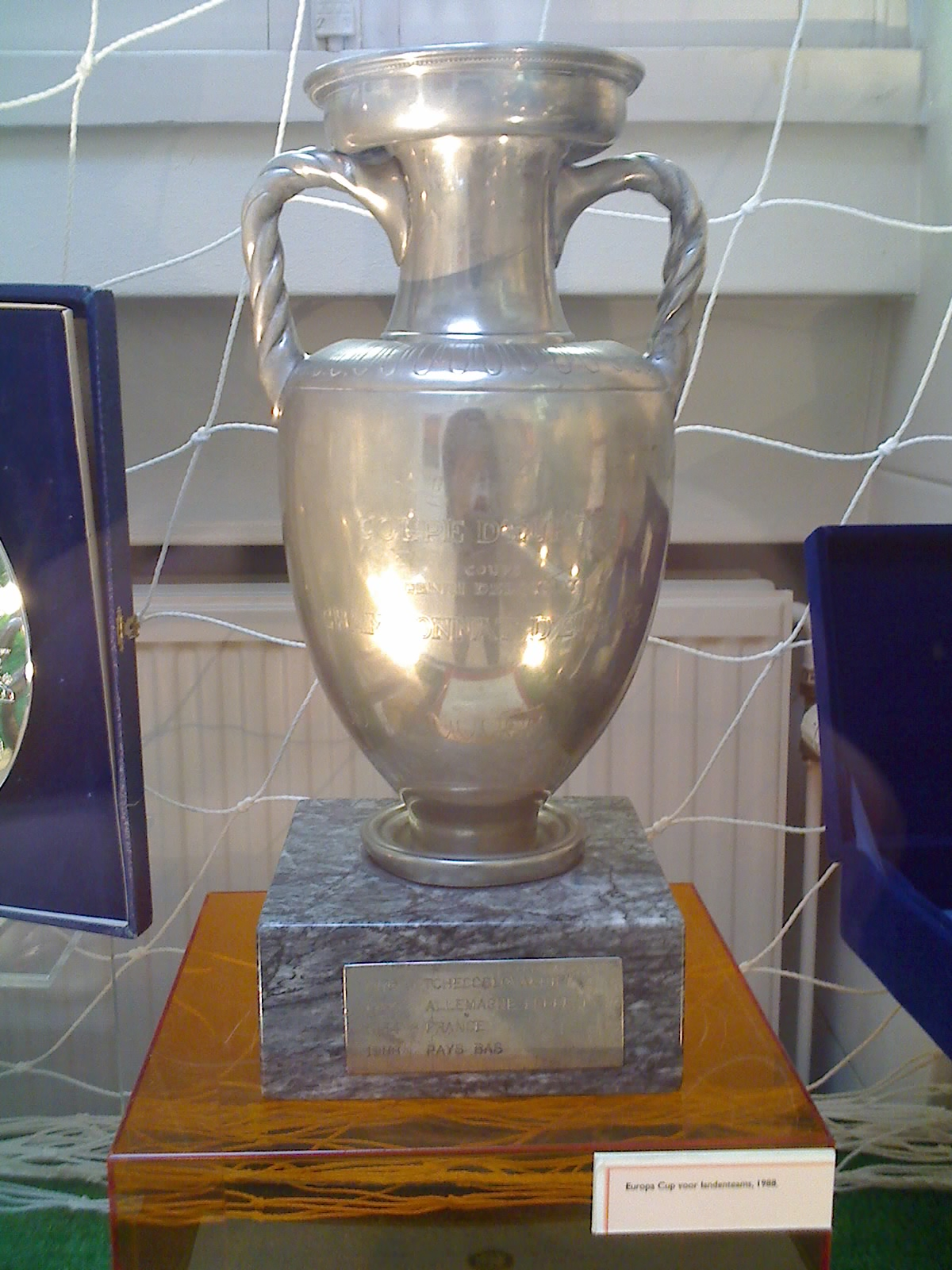
Taça da Eurocopa de 1988, conquistada pelos holandeses.

| CONTINENTAIS | CONTINENTAIS | CONTINENTAIS | CONTINENTAIS |
|              | Competição   | Vezes        | Ano          |
| ------------ | ------------ | ------------ | ------------ |
|              | Eurocopa     | 1            | 1988         |

### Outros títulos
- Torneio Internacional Amador: 1 (1948)
- Torneio Internacional de Paris: 1 (1978)
- Copa Bastão de Nasazzi: 7 (1978, 1985, 1986, 1998, 2000, 2002 e 2009)
- Copa 100° Aniversário da KNVB: 1 (1989)
- Copa Challenge Nelson Mandela: 1 (1997)
- Copa do Atlântico Juvenil: 1 (1993)

### Cronologia dos Títulos
| Sede     | Torneio  | Ano  | N.º |
| -------- | -------- | ---- | --- |
| Alemanha | Eurocopa | 1988 | 1º  |

## Títulos de base

### Seleção Sub-21
- Eurocopa Sub-21: 2 (2006 e 2007)

### Seleção Sub-18
- Torneio 4 Nações: 3 (1972, 1974 e 1979)
- Torneio de Juniores de Cannes: 2 (1978 e 1981)

### Seleção Sub-17
- Eurocopa Sub-17: 4 (2011 e 2012, 2018, 2019)
- Torneio de Saint-Malo: 2 (1975 e 1978)
- Copa Toto: 2 (1988 e 1991)
- Torneio La Manga: 1 (2009)
- Torneio 4 Nações da Alemanha: 1 (2006)

### Seleção Sub-16
- Torneio de Val-de-Marne: 2 (2008 e 2009)

TOTAL: 32 títulos

## Campanhas destacadas
| Competição              | Campeão  | Vice                  | Terceiro              | Quarto                |
| ----------------------- | -------- | --------------------- | --------------------- | --------------------- |
| Copa do Mundo FIFA      |          | 3 (1974, 1978 e 2010) | 1 (2014)              | 1 (1998)              |
| Olimpíadas              |          |                       | 3 (1908, 1912 e 1920) |                       |
| Eurocopa                | 1 (1988) |                       | 1 (2024)              | 3 (1976, 1992 e 2000) |
| Liga das Nações da UEFA |          | 1 (2018–19)           |                       | 1 (2022–23)           |
| Mundialito              |          |                       |                       | 1 (1980)              |
| Universíada             |          | 1 (1991)              |                       |                       |